# Список призерів чемпіонатів України з легкої атлетики серед чоловіків (стадіонні бігові дисципліни)
Цей список включає призерів чемпіонатів України з легкої атлетики в чоловічих бігових дисциплінах на стадіоні за всі роки їх проведення.

## Спринтерський біг

### 100 метрів
| Чемпіонат | Золото                                       | Срібло                                  | Бронза                                                                 |
| --------- | -------------------------------------------- | --------------------------------------- | ---------------------------------------------------------------------- |
| 1992      | Костянтин Громадський Київ                   | Ігор Стрельцов Запорізька область       | Олександр Шличков Запорізька область                                   |
| 1993      | Олександр Шличков Запорізька область         |                                         |                                                                        |
| 1994      | Владислав Дологодін Харківська область       | Сергій Осович Івано-Франківська область | Дмитро Ваняікін Запорізька область                                     |
| 1995      | Олексій Чихачов Запорізька область           | Сергій Осович Івано-Франківська область |                                                                        |
| 1996      | Сергій Осович Івано-Франківська область      | Ігор Страх Запорізька область           |                                                                        |
| 1997      | Владислав Дологодін Харківська область       | Олексій Чихачов Запорізька область      | Ігор Страх Запорізька область                                          |
| 1998      | Анатолій Довгаль Харківська область          | Сергій Полінков Київ                    | Віталій Сенів Івано-Франківська область                                |
| 1999      | Костянтин Рурак Запорізька область           | Сергій Осович Івано-Франківська область | Анатолій Довгаль Харківська областьВіталій Сенів Тернопільська область |
| 2000      | Костянтин Рурак Запорізька область           | Анатолій Довгаль Харківська область     | Костянтин Васюков Донецька область                                     |
| 2001      | Анатолій Довгаль Харківська область          | Костянтин Рурак Запорізька область      | Костянтин Васюков Донецька область                                     |
| 2002      | Костянтин Рурак Запорізька область           | Костянтин Васюков Донецька область      | Анатолій Довгаль Харківська область                                    |
| 2003      | Костянтин Рурак Запорізька область           | Дмитро Глущенко Харківська область      | Костянтин Васюков Донецька область                                     |
| 2004      | Анатолій Довгаль Харківська область          | Костянтин Васюков Донецька область      | Олександр Кайдаш Харківська область                                    |
| 2005      | Анатолій Довгаль Харківська область          | Костянтин Васюков Донецька область      | Станіслав Пупов Донецька область                                       |
| 2006      | Анатолій Довгаль Харківська область          | Дмитро Глущенко Київ                    | Костянтин Васюков Донецька область                                     |
| 2007      | Дмитро Глущенко Київ                         | Анатолій Довгаль Харківська область     | Ігор Бодров Харківська область                                         |
| 2008      | Дмитро Глущенко Київ                         | Костянтин Васюков Донецька область      | Сергій Смелик Луганська область                                        |
| 2009      | Костянтин Васюков Донецька область           | Сергій Смелик Луганська область         | Роман Бублик Івано-Франківська область                                 |
| 2010      | Сергій Смелик Луганська область              | Ігор Бодров Харківська область          | Сергій Сагуткін Запорізька область                                     |
| 2011      | Ігор Бодров Харківська область               | Сергій Смелик Луганська область         | Віталій Корж Сумська область                                           |
| 2012      | Сергій Смелик Луганська область              | Сергій Сагуткін Запорізька область      | Руслан Перестюк Харківська область                                     |
| 2013      | Віталій Корж Сумська область                 | Ігор Бодров Харківська область          | Еміль Ібрагімов Чернівецька область                                    |
| 2014      | Ігор Бодров Харківська область               | Віталій Корж Сумська область            | Еміль Ібрагімов Чернівецька область                                    |
| 2015      | Віталій Корж Сумська область                 | Роман Кравцов Запорізька область        | Володимир Супрун Сумська область                                       |
| 2016      | Ігор Бодров Харківська область               | Віталій Корж Сумська область            | Роман Кравцов Запорізька область                                       |
| 2017      | Сергій Смелик Київ                           | Олександр Соколов Миколаївська область  | Еміль Ібрагімов Чернівецька область                                    |
| 2018      | Сергій Смелик Донецька область               | Олександр Соколов Миколаївська область  | Еміль Ібрагімов Чернівецька область                                    |
| 2019      | Станіслав Коваленко Дніпропетровська область | Ігор Бодров Харківська область          | Ерік Костриця Волинська область                                        |
| 2020      | Олександр Соколов Миколаївська область       | Сергій Смелик Донецька область          | Станіслав Коваленко Дніпропетровська область                           |
| 2021      | Олександр Соколов Миколаївська область       | Андрій Васильєв Запорізька область      | Станіслав Коваленко Дніпропетровська область                           |
| 2022      | Сергій Смелик Донецька область               | Ерік Костриця Волинська область         | Кирило Приходько Донецька область                                      |
| 2023      | Андрій Васильєв Запорізька область           | Олександр Соколов Миколаївська область  | Роман Кравцов Запорізька область                                       |
| 2024      | Олександр Соколов Дніпропетровська область   | Ерік Костриця Волинська область         | Олександр Комісаренко Дніпропетровська область                         |
| 2025      | Олександр Соколов Дніпропетровська область   | Олександр Сосновенко Донецька область   | Давид Кулаковський Київ                                                |

### 200 метрів
| Чемпіонат | Золото                                       | Срібло                                      | Бронза                                      |
| --------- | -------------------------------------------- | ------------------------------------------- | ------------------------------------------- |
| 1992      | Ігор Стрельцов Запорізька область            | Олексій Чихачов Запорізька область          |                                             |
| 1993      | Олексій Чихачов Запорізька область           | Ігор Стрельцов Запорізька область           |                                             |
| 1994      | Олексій Чихачов Запорізька область           | Андрій Гавриленко Київ                      | Олександр Шличков Запорізька область        |
| 1995      | Владислав Дологодін Харківська область       |                                             | Андрій Гавриленко Чернігівська область      |
| 1996      | Роман Галкін Київ                            | Ігор Страх Запорізька область               |                                             |
| 1997      | Владислав Дологодін Харківська область       | Ігор Страх Запорізька область               | Сергій Полінков Київ                        |
| 1998      | Сергій Полінков Київ                         | Ростислав Местєчкін Черкаська область       | Андрій Гавриленко Чернігівська область      |
| 1999      | Сергій Осович Івано-Франківська область      | Сергій Полінков Київ                        | Віталій Сенів Тернопільська область         |
| 2000      | Сергій Полінков Київ                         | Костянтин Васюков Донецька область          | Віталій Мединський Запорізька область       |
| 2001      | Анатолій Довгаль Харківська область          | Сергій Полінков Київ                        | Олег Решетняк АР Крим                       |
| 2002      | Костянтин Рурак Запорізька область           | Євген Зюков Харківська область              | Володимир Демченко Дніпропетровська область |
| 2003      | Євген Зюков Харківська область               | Володимир Демченко Дніпропетровська область | Станіслав Пупов Донецька область            |
| 2004      | Дмитро Глущенко Харківська область           | Олексій Рачковський Житомирська область     | Дмитро Островський Хмельницька область      |
| 2005      | Дмитро Глущенко Харківська область           | Дмитро Островський Хмельницька область      | Ігор Бодров Харківська область              |
| 2006      | Дмитро Глущенко Київ                         | Дмитро Островський Хмельницька область      | Ігор Бодров Харківська область              |
| 2007      | Дмитро Глущенко Київ                         | Віталій Корж Сумська область                | Сергій Смелик Луганська область             |
| 2008      | Ігор Бодров Харківська область               | Дмитро Островський Хмельницька область      | Сергій Смелик Луганська область             |
| 2009      | Ігор Бодров Харківська область               | Дмитро Островський Хмельницька область      | Сергій Смелик Луганська область             |
| 2010      | Олексій Рємєнь Запорізька область            | Сергій Костенко Запорізька область          | Олександр Кащеєв Донецька область           |
| 2011      | Ігор Бодров Харківська область               | Віталій Корж Сумська область                | Олексій Рємєнь Запорізька область           |
| 2012      | Сергій Смелик Луганська область              | Ігор Бодров Харківська область              | Віталій Корж Сумська область                |
| 2013      | Сергій Смелик Луганська область              | Еміль Ібрагімов Чернівецька область         | Олег Половиця Київська область              |
| 2014      | Сергій Смелик Луганська область              | Ігор Бодров Харківська область              | Віталій Корж Сумська область                |
| 2015      | Віталій Корж Сумська область                 | Еміль Ібрагімов Чернівецька область         | Володимир Супрун Сумська область            |
| 2016      | Сергій Смелик Київ                           | Ігор Бодров Харківська область              | Віталій Корж Сумська область                |
| 2017      | Еміль Ібрагімов Чернівецька область          | Юрій Сторож Сумська область                 | Володимир Супрун Сумська область            |
| 2018      | Сергій Смелик Донецька область               | Еміль Ібрагімов Чернівецька область         | Олексій Поздняков Донецька область          |
| 2019      | Сергій Смелик Донецька область               | Ігор Бодров Харківська область              | Дмитро Вітковський Миколаївська область     |
| 2020      | Сергій Смелик Донецька область               | Олександр Соколов Миколаївська область      | Еміль Ібрагімов Чернівецька область         |
| 2021      | Сергій Смелик Донецька область               | Ерік Костриця Волинська область             | Дмитро Гладкий Київ                         |
| 2022      | Кирило Приходько Донецька область            | Олексій Поздняков Донецька область          | Владислав Ємець Київ                        |
| 2023      | Станіслав Коваленко Дніпропетровська область | Сергій Смелик Донецька область              | Ерік Костриця Волинська область             |
| 2024      | Ерік Костриця Волинська область              | Давид Кулаковський Полтавська область       | Олександр Соколов Дніпропетровська область  |
| 2025      |                                              |                                             |                                             |

### 400 метрів
| Чемпіонат | Золото                                  | Срібло                                      | Бронза                                    |
| --------- | --------------------------------------- | ------------------------------------------- | ----------------------------------------- |
| 1992      | Іван Бідненко Львівська область         | Валерій Козлов Київ                         | Олег Твердохліб Дніпропетровська область  |
| 1993      | Василь Лозинський Львівська область     | Роман Галкін Харківська область             |                                           |
| 1994      | Вадим Огій Дніпропетровська область     | Олег Твердохліб Дніпропетровська область    | Олександр Голик Київ                      |
| 1995      | Валентин Кульбацький Донецька область   | Вадим Огій Дніпропетровська область         | Олег Твердохліб Дніпропетровська область  |
| 1996      | Валентин Кульбацький Донецька область   |                                             |                                           |
| 1997      | Роман Галкін Київ                       | Валентин Кульбацький Донецька область       | Володимир Дорош Львівська область         |
| 1998      | Роман Галкін Харківська область         | Андрій Твердоступ Харківська область        | Ростислав Местєчкін Черкаська область     |
| 1999      | Роман Воронько Дніпропетровська область | Михайло Дмитрієв Запорізька область         | Олександр Кайдаш Харківська область       |
| 2000      | Олександр Кайдаш Харківська область     | Євген Зюков Харківська область              | Михайло Дмитрієв Запорізька область       |
| 2001      | Євген Зюков Харківська область          | Олександр Кайдаш Харківська область         | Андрій Твердоступ Харківська область      |
| 2002      | Андрій Твердоступ Харківська область    | Володимир Рибалка Київ                      | Дмитро Глущенко Харківська область        |
| 2003      | Андрій Твердоступ Харківська область    | Михайло Книш Вінницька область              | Михайло Дмитрієв Запорізька область       |
| 2004      | Андрій Твердоступ Харківська область    | Володимир Демченко Дніпропетровська область | Михайло Книш Вінницька область            |
| 2005      | Андрій Твердоступ Харківська область    | Володимир Демченко Дніпропетровська область | Михайло Книш Вінницька область            |
| 2006      | Євген Зюков Харківська область          | Олексій Рачковський Житомирська область     | Андрій Твердоступ Харківська область      |
| 2007      | Олексій Рачковський Житомирська область | Андрій Твердоступ Харківська область        | Віталій Дубоносов Київ                    |
| 2008      | Михайло Книш Вінницька область          | Олексій Рачковський Житомирська область     | Володимир Бураков Київ                    |
| 2009      | Михайло Книш Вінницька область          | Володимир Бураков Київ                      | Андрій Масюк Чернігівська область         |
| 2010      | Дмитро Островський Хмельницька область  | Володимир Бураков Київ                      | Михайло Книш Вінницька область            |
| 2011      | Володимир Бураков Київська область      | Євген Гуцол Сумська область                 | Віталій Бутрим Сумська область            |
| 2012      | Віталій Бутрим Сумська область          | Володимир Бураков Київ                      | Євген Гуцол Сумська область               |
| 2013      | Віталій Бутрим Сумська область          | Євген Гуцол Сумська область                 | Володимир Бураков Запорізька область      |
| 2014      | Віталій Бутрим Сумська область          | Євген Гуцол Сумська область                 | Володимир Бураков Запорізька область      |
| 2015      | Віталій Бутрим Сумська область          | Євген Гуцол Волинська область               | Данило Даниленко Донецька область         |
| 2016      | Віталій Бутрим Сумська область          | Євген Гуцол Волинська область               | Данило Даниленко Волинська область        |
| 2017      | Віталій Бутрим Сумська область          | Олексій Поздняков Сумська область           | Михайло Тютюнников Сумська область        |
| 2018      | Віталій Бутрим Сумська область          | Олексій Поздняков Донецька область          | Станіслав Сеник Івано-Франківська область |
| 2019      | Данило Даниленко Волинська область      | Олексій Поздняков Донецька область          | Дмитро Бікулов Харківська область         |
| 2020      | Олександр Погорілко Сумська область     | Данило Даниленко Волинська область          | Олексій Поздняков Донецька область        |
| 2021      | Олександр Погорілко Сумська область     | Микита Барабанов Запорізька область         | Данило Даниленко Волинська область        |
| 2022      | Олександр Погорілко Сумська область     | Данило Даниленко Волинська область          | Микита Барабанов Запорізька область       |
| 2023      | Олександр Погорілко Сумська область     | Данило Даниленко Волинська область          | Микита Барабанов Запорізька область       |
| 2024      | Олександр Погорілко Сумська область     | Данило Даниленко Волинська область          | Віталій Бутрим Сумська область            |
| 2025      | Олександр Погорілко Сумська область     | Микита Барабанов Запорізька область         | Данило Даниленко Волинська область        |

## Біг на середні дистанції

### 800 метрів
| Чемпіонат | Золото                                      | Срібло                                      | Бронза                                      |
| --------- | ------------------------------------------- | ------------------------------------------- | ------------------------------------------- |
| 1992      | Андрій Чорноколпаков Київ                   |                                             |                                             |
| 1993      | Альберт Мітін Київ                          |                                             |                                             |
| 1994      | Андрій Буженко Харківська область           |                                             |                                             |
| 1995      | Анатолій Якимович Донецька область          |                                             |                                             |
| 1996      | Анатолій Якимович Донецька область          | Віктор Іванішин Харківська область          | Руслан Анацький Харківська область          |
| 1997      | Євген Карлаш Київська область               | Володимир Ковалик Івано-Франківська область | Іван Гриник Миколаївська область            |
| 1998      | Андрій Шокур Чернігівська область           | Віталій Карпік Київ                         | Володимир Ковалик Івано-Франківська область |
| 1999      | Андрій Булковський Львівська область        | Андрій Шокур Чернігівська область           | Анатолій Якимович Волинська область         |
| 2000      | Анатолій Якимович Волинська область         | Володимир Ковалик Івано-Франківська область | Іван Гешко Чернівецька область              |
| 2001      | Володимир Ковалик Івано-Франківська область | Павло Піковець Луганська область            | Віталій Подакін Житомирська область         |
| 2002      | Іван Гешко Чернівецька область              | Віталій Подакін Житомирська область         | Павло Піковець Луганська область            |
| 2003      | Іван Гешко Чернівецька область              | Володимир Ковалик Івано-Франківська область | Євген Потребенко Луганська область          |
| 2004      | Андрій Томілін Кіровоградська область       | Володимир Ковалик Івано-Франківська область | Олександр Осмолович Житомирська область     |
| 2005      | Іван Гешко Чернівецька область              | Віталій Волошин Черкаська область           | Павло Пиковець Луганська область            |
| 2006      | Олександр Осмолович Житомирська область     | Сергій Шияновський Сумська область          | Олег Лобанов Київ                           |
| 2007      | Іван Гешко Чернівецька область              | Олександр Осмолович Житомирська область     | Кирило Масунов Одеська область              |
| 2008      | Віталій Волошин Черкаська область           | Олег Лобанов Київ                           | Ігор Давидов Київ                           |
| 2009      | Олександр Осмолович Житомирська область     | Олег Лобанов Київ                           | Максим Жудін Донецька область               |
| 2010      | Олександр Осмолович Житомирська область     | Олександр Борисюк Волинська область         | Віталій Волошин Черкаська область           |
| 2011      | Олександр Осмолович Житомирська область     | Олександр Борисюк Волинська область         | Олег Каяфа Хмельницька область              |
| 2012      | Ігор Давидов Київ                           | Віктор Тюменцев Київ                        | Олег Каяфа Хмельницька область              |
| 2013      | Віктор Тюменцев Київська область            | Олександр Осмолович Житомирська область     | Ігор Давидов Київ                           |
| 2014      | Віктор Тюменцев Донецька область            | В'ячеслав Олішевський Житомирська область   | Станіслав Маслов Київська область           |
| 2015      | Роман Ярко Житомирська область              | Станіслав Сеник Івано-Франківська область   | В'ячеслав Олішевський Житомирська область   |
| 2016      | Роман Ярко Житомирська область              | Андрій Аліксійчук Донецька область          | Василь Євчук Рівненська область             |
| 2017      | Євген Гуцол Волинська область               | Олег Миронець Чернівецька область           | Дмитро Ковальчук Київська область           |
| 2018      | Євген Гуцол Волинська область               | Олег Миронець Чернівецька область           | Владислав Фінчук Київ                       |
| 2019      | Євген Гуцол Волинська область               | Олег Миронець Чернівецька область           | Дмитро Бікулов Харківська область           |
| 2020      | Євген Гуцол Волинська область               | Олег Миронець Чернівецька область           | Владислав Фінчук Київ                       |
| 2021      | Євген Гуцол Волинська область               | Владислав Фінчук Київ                       | Євген Кузнєцов Дніпропетровська область     |
| 2022      | Олег Миронець Чернівецька область           | Євген Гуцол Волинська область               | Євген Кузнєцов Дніпропетровська область     |
| 2023      | Олег Миронець Чернівецька область           | Василь Войтюк Вінницька область             | Євген Гуцол Волинська область               |
| 2024      | Олег Миронець Чернівецька область           | Владислав Фінчук Київ                       | Василь Войтюк Вінницька область             |
| 2025      |                                             |                                             |                                             |

### 1500 метрів
| Чемпіонат | Золото                                   | Срібло                                 | Бронза                                  |
| --------- | ---------------------------------------- | -------------------------------------- | --------------------------------------- |
| 1992      | Андрій Чорноколпаков Київ                | Леонід Ляшенко Тернопільська область   | Андрій Булковський Львівська область    |
| 1993      | Леонід Ляшенко Тернопільська область     | Анатолій Бутковський Вінницька область | Сергій Нікітченко Луганська область     |
| 1994      | Ігор Ліщинський Дніпропетровська область |                                        | Альберт Мітін Київ                      |
| 1995      | Андрій Булковський Львівська область     |                                        |                                         |
| 1996      | Андрій Булковський Львівська область     | Сергій Лебідь Дніпропетровська область |                                         |
| 1997      | Ігор Ліщинський Донецька область         | Анатолій Якимович Волинська область    | Микола Новицький Київ                   |
| 1998      | Сергій Лебідь Донецька область           | Ігор Ліщинський Донецька область       | Михайло Іверук Рівненська область       |
| 1999      | Анатолій Якимович Волинська область      | Олександр Сітковський Донецька область | Дмитро Шокур Чернігівська область       |
| 2000      | Іван Гешко Чернівецька область           | Василь Цикало Львівська область        | Віталій Ноздрачов Донецька область      |
| 2001      | Іван Гешко Чернівецька область           | Василь Цикало Львівська область        | Олександр Сітковський Донецька область  |
| 2002      | Іван Гешко Чернівецька область           | Дмитро Барановський Київська область   | Микола Трубачов Київська область        |
| 2003      | Іван Гешко Чернівецька область           | Вадим Слободенюк Рівненська область    | Микола Трубачов Київська область        |
| 2004      | Іван Гешко Хмельницька область           | Василь Цикало Львівська область        | Максим Жудін Житомирська область        |
| 2005      | Сергій Лебідь Донецька область           | Микола Трубачов Київ                   | Василь Цикало Львівська область         |
| 2006      | Микола Лабовський Чернівецька область    | Сергій Лебідь Донецька область         | Максим Жудін Чернігівська область       |
| 2007      | Іван Гешко Чернівецька область           | Василь Цікало Львівська область        | Олександр Борисюк Волинська область     |
| 2008      | Микола Лабовський Чернівецька область    | Іван Гешко Чернівецька область         | Василь Цикало Львівська область         |
| 2009      | Микола Лабовський Чернівецька область    | Олександр Борисюк Волинська область    | Володимир Киц Київська область          |
| 2010      | Олександр Борисюк Волинська область      | Микола Лабовський Чернівецька область  | Сергій Лебідь Донецька область          |
| 2011      | Олександр Борисюк Волинська область      | Микола Лабовський Чернівецька область  | Володимир Киц Київська область          |
| 2012      | Олександр Борисюк Волинська область      | Віктор Приходько Чернівецька область   | Станіслав Маслов Київська область       |
| 2013      | Олександр Борисюк Волинська область      | Володимир Киц Київська область         | Станіслав Маслов Київська область       |
| 2014      | Станіслав Маслов Київська область        | Олександр Борисюк Волинська область    | Володимир Киц Київська область          |
| 2015      | Станіслав Маслов Київська область        | Олег Каяфа Хмельницька область         | Іван Стребков Тернопільська область     |
| 2016      | Володимир Киц Київська область           | Олег Каяфа Хмельницька область         | Артем Логіш Білорусь                    |
| 2017      | Юрій Кіщенко Одеська область             | Станіслав Маслов Житомирська область   | Іван Стребков Тернопільська область     |
| 2018      | Олег Каяфа Київська область              | Володимир Киц Київська область         | Юрій Кіщенко Одеська область            |
| 2019      | Станіслав Маслов Житомирська область     | Юрій Кіщенко Київська область          | Олександр Карпенко Київська область     |
| 2020      | Олег Каяфа Київська область              | Владислав Коваленко Донецька область   | Артем Алфімов Донецька область          |
| 2021      | Юрій Кіщенко Київ                        | Олег Каяфа Київська область            | Владислав Коваленко Донецька область    |
| 2022      | Дмитрій Ніколайчук Київ                  | Олег Каяфа Київська область            | Євген Кузнєцов Дніпропетровська область |
| 2023      | Вадим Лонський Донецька область          | Дмитрій Ніколайчук Київ                | Андрій Краковецький Вінницька область   |
| 2024      | Андрій Краковецький Вінницька область    | Дмитрій Ніколайчук Київ                | Дмитро Долинчук Волинська область       |
| 2025      | Вадим Лонський Донецька область          | Андрій Атаманюк Хмельницька область    | Дмитрій Ніколайчук Київ                 |

### 3000 метрів
| Чемпіонат  | Золото                              | Срібло                              | Бронза                         |
| ---------- | ----------------------------------- | ----------------------------------- | ------------------------------ |
| 1992—2013  | чемпіони не визначались             |                                     |                                |
| 2014       | Іван Стребков Тернопільська область | Олександр Борисюк Волинська область | Володимир Киц Київська область |
| після 2014 | чемпіони не визначались             |                                     |                                |

### 3000 метрів з перешкодами
| Чемпіонат | Золото                                   | Срібло                                  | Бронза                                  |
| --------- | ---------------------------------------- | --------------------------------------- | --------------------------------------- |
| 1992      | Олексій Пацерін Дніпропетровська область | Ігор Осьмак Київ                        | Микола Матюшенко Київська область       |
| 1993      | Олексій Пацерін Дніпропетровська область |                                         |                                         |
| 1994      | Олексій Пацерін Дніпропетровська область | Іван Твардовський Тернопільська область | Ігор Осьмак Київ                        |
| 1995      | Іван Твардовський Тернопільська область  |                                         | Євген Юдін Донецька область             |
| 1996      | Олексій Пацерін Дніпропетровська область |                                         |                                         |
| 1997      | Сергій Редько Луганська область          | Іван Твардовський Тернопільська область | Юрій Гичун Рівненська область           |
| 1998      | Сергій Редько Луганська область          | В'ячеслав Приходько Донецька область    | Юрій Гичун Рівненська область           |
| 1999      | Сергій Редько Луганська область          | Сергій Мушинський Молдова               | Олександр Єфіменко Чернігівська область |
| 2000      | Сергій Редько Луганська область          | Олександр Єфименко Чернігівська область | Іван Твардовський Тернопільська область |
| 2001      | Сергій Редько Луганська область          | Вадим Слободенюк Рівненська область     | Андрій Мельников Хмельницька область    |
| 2002      | Вадим Слободенюк Рівненська область      | Сергій Редько Луганська область         | Анатолій Харковець Рівненська область   |
| 2003      | Вадим Слободенюк Рівненська область      | Сергій Редько Луганська область         | Юрій Гичун Рівненська область           |
| 2004      | Вадим Слободенюк Рівненська область      | Юрій Гичун Рівненська область           | Сергій Редько Рівненська область        |
| 2005      | Вадим Слободенюк Рівненська область      | Юрій Гичун Рівненська область           | Анатолій Харковець Харківська область   |
| 2006      | Вадим Слободенюк Рівненська область      | Анатолій Харковець Рівненська область   | Ілля Сухарев Київська область           |
| 2007      | Вадим Слободенюк Рівненська область      | Анатолій Харковець Рівненська область   | Олександр Величко Чернівецька область   |
| 2008      | Вадим Слободенюк Рівненська область      | Ілля Сухарєв Київська область           | Олексій Гончар Полтавська область       |
| 2009      | Вадим Слободенюк Рівненська область      | Ілля Сухарєв Луганська область          | Ілля Славенський Білорусь               |
| 2010      | Вадим Слободенюк Рівненська область      | Ілля Сухарєв Луганська область          | Павло Олійник Чернігівська область      |
| 2011      | Ілля Сухарєв Луганська область           | Ілля Славенський Білорусь               | Андрій Здебський Київська область       |
| 2012      | Вадим Слободенюк Рівненська область      | Віктор Косянчук Житомирська область     | Сергій Лисенко Полтавська область       |
| 2013      | Павло Олійник Чернігівська область       | Віктор Косянчук Житомирська область     | Сергій Лисенко Полтавська область       |
| 2014      | Вадим Слободенюк Рівненська область      | Ілля Сухарєв Донецька область           | Павло Олійник Чернігівська область      |
| 2015      | Ілля Сухарєв Донецька область            | Василь Коваль Житомирська область       | Павло Олійник Чернігівська область      |
| 2016      | Вадим Слободенюк Рівненська область      | Костянтин Коляда Львівська область      | Василь Коваль Житомирська область       |
| 2017      | Василь Коваль Житомирська область        | Роман Ростикус Львівська область        | Павло Олійник Чернігівська область      |
| 2018      | Василь Коваль Житомирська область        | Сергій Шевченко Київ                    | Роман Ростикус Львівська область        |
| 2019      | Василь Коваль Житомирська область        | Роман Ростикус Львівська область        | Сергій Шевченко Київ                    |
| 2020      | Роман Ростикус Львівська область         | Юрій Грицак Черкаська область           | Василь Сабуняк Київ                     |
| 2021      | Роман Ростикус Львівська область         | Василь Коваль Житомирська область       | Владислав Кавецький Київ                |
| 2022      | Роман Ростикус Львівська область         | Василь Коваль Житомирська область       | Василь Сабуняк Київ                     |
| 2023      | Роман Ростикус Львівська область         | Василь Коваль Житомирська область       | Василь Сабуняк Київ                     |
| 2024      | Руслан Наумов Донецька область           | Василь Сабуняк Київ                     | Костянтин Коляда Львівська область      |
| 2025      | Василь Сабуняк Київ                      | Костянтин Коляда Львівська область      | Руслан Наумов Донецька область          |

## Біг на довгі дистанції

### 5000 метрів
| Чемпіонат | Золото                                      | Срібло                                 | Бронза                                         |
| --------- | ------------------------------------------- | -------------------------------------- | ---------------------------------------------- |
| 1992      | Валерій Чесак Дніпропетровська область      | Ігор Осьмак Київ                       |                                                |
| 1993      | Євген Сиротін Донецька область              | Анатолій Зерук Вінницька область       | Петро Сарафінюк Вінницька область              |
| 1994      | Валерій Чесак Дніпропетровська область      | Богдан Крупа Запорізька область        | Ігор Сурла Чернівецька область                 |
| 1995      | Сергій Лебідь Дніпропетровська область      | Сергій Дацько Київська область         | Віктор Роговий Київ                            |
| 1996      | Сергій Лебідь Дніпропетровська область      | Андрій Наумов Донецька область         | Анатолій Зерук Вінницька область               |
| 1997      | Ігор Ліщинський Донецька область            | Микола Рудик Вінницька область         | Сергій Русецький Вінницька область             |
| 1998      | Максим Янішевський Дніпропетровська область | Сергій Русецький Вінницька область     | Валерій Деканенко Луганська область            |
| 1999      | Сергій Лебідь Донецька область              | Микола Новицький Київ                  | Андрій Наумов Донецька область                 |
| 2000      | Сергій Лебідь Донецька область              | Дмитро Барановський Донецька область   | Максим Янішевський Дніпропетровська область    |
| 2001      | Сергій Лебідь Донецька область              | Максим Янішевський Донецька область    | Андрій Наумов Донецька область                 |
| 2002      | Дмитро Барановський Київська область        | Максим Янішевський Донецька область    | Микола Рудик Вінницька область                 |
| 2003      | Сергій Лебідь Донецька область              | Дмитро Барановський Київська область   | Василь Матвійчук Хмельницька область           |
| 2004      | Сергій Лебідь Донецька область              | Дмитро Барановський Київська область   | Олександр Сітковський Дніпропетровська область |
| 2005      | Василь Матвійчук Хмельницька область        | Дмитро Барановський Київська область   | Олександр Сітковський Донецька область         |
| 2006      | Євген Божко Харківська область              | Віталій Рибак Чернівецька область      | Дмитро Лашин Київська область                  |
| 2007      | Василь Матвійчук Хмельницька область        | Олександр Сітковський Донецька область | Сергій Кровлайдіс Чернігівська область         |
| 2008      | Віталій Рибак Чернівецька область           | Олександр Борисюк Волинська область    | Ігор Гелетій Івано-Франківська область         |
| 2009      | Сергій Лебідь Донецька область              | Віталій Рибак Чернівецька область      | Ілля Славенський Білорусь                      |
| 2010      | Максим Кривоніс Івано-Франківська область   | Михайло Іверук Рівненська область      | Віталій Рибак Чернівецька область              |
| 2011      | Сергій Лебідь Донецька область              | Микола Лабовський Чернівецька область  | Роман Пасічник Вінницька область               |
| 2012      | Микола Лабовський Чернівецька область       | Сергій Лебідь Донецька область         | Сергій Чєбєряк Білорусь                        |
| 2013      | Олександр Борисюк Волинська область         | Володимир Киц Київська область         | Роман Романенко Закарпатська область           |
| 2014      | Іван Стребков Тернопільська область         | Богдан Семенович Київська область      | Василь Коваль Житомирська область              |
| 2015      | Станіслав Маслов Київська область           | Єгор Жуков Хмельницька область         | Богдан Семенович Київська область              |
| 2016      | Артем Казбан Дніпропетровська область       | Микола Нижник Київ                     | Микола Лабовський Чернівецька область          |
| 2017      | Володимир Киц Київська область              | Іван Стребков Тернопільська область    | Василь Коваль Житомирська область              |
| 2018      | Василь Коваль Житомирська область           | Іван Стребков Тернопільська область    | Микола Нижник Київ                             |
| 2019      | Володимир Киц Київська область              | Станіслав Маслов Житомирська область   | Олексій Обуховський Харківська область         |
| 2020      | Василь Коваль Житомирська область           | Іван Стребков Тернопільська область    | Роман Романенко Дніпропетровська область       |
| 2021      | Василь Коваль Житомирська область           | Іван Стребков Тернопільська область    | Ігор Порозов Київська область                  |
| 2022      | Ілля Кунін Дніпропетровська область         | Вадим Лонський Донецька область        | Андрій Атаманюк Хмельницька область            |
| 2023      | Ігор Порозов Київська область               | Микола Нижник Київ                     | Андрій Атаманюк Хмельницька область            |
| 2024      | Роман Ростикус Львівська область            | Андрій Атаманюк Хмельницька область    | Ілля Сосницький Вінницька область              |
| 2025      |                                             |                                        |                                                |

### 10000 метрів
| Чемпіонат | Золото                                   | Срібло                                      | Бронза                                   |
| --------- | ---------------------------------------- | ------------------------------------------- | ---------------------------------------- |
| 1992      | Леонід Наседкін Дніпропетровська область | Віктор Роговий Харківська область           | Микола Табак Вінницька область           |
| 1993      | Віктор Карпенко Київська область         | Євген Сиротін Донецька область              | Петро Сарафінюк Вінницька область        |
| 1994      | Петро Сарафінюк Вінницька область        | Володимир Буханов Одеська область           | Ігор Осьмак Київ                         |
| 1995      | Валерій Чесак Дніпропетровська область   | Віктор Роговий Київ                         | Володимир Буханов Одеська область        |
| 1996      | Анатолій Зерук Вінницька область         | Андрій Наумов Донецька область              |                                          |
| 1997      | Андрій Наумов Донецька область           | Микола Рудик Вінницька область              | Валерій Деканенко Луганська область      |
| 1998      | Сергій Русецький Вінницька область       | Максим Янішевський Дніпропетровська область | Олександр Гулеш Донецька область         |
| 1999      | Андрій Гладишев Київська область         | Максим Янішевський Дніпропетровська область | Ігор Осьмак Київ                         |
| 2000      | Юрій Гичун Рівненська область            | Василь Матвійчук Хмельницька область        | Анатолій Зерук Вінницька область         |
| 2001      | Микола Рудик Вінницька область           | Юрій Гичун Рівненська область               | Максим Янішевський Донецька область      |
| 2002      | Михайло Іверук Рівненська область        | Василь Матвійчук Хмельницька область        | Максим Янішевський Донецька область      |
| 2003      | Сергій Лебідь Донецька область           | Василь Матвійчук Хмельницька область        | Андрій Наумов Донецька область           |
| 2004      | Василь Матвійчук Хмельницька область     | Ігор Гелетій Івано-Франківська область      | Василь Ремщук Вінницька область          |
| 2005      | Василь Матвійчук Хмельницька область     | Віталій Шафар Волинська область             | Ігор Гелетій Івано-Франківська область   |
| 2006      | Михайло Іверук Рівненська область        | Віталій Шафар Волинська область             | Олександр Сітковський Донецька область   |
| 2007      | Сергій Лебідь Донецька область           | Віталій Шафар Волинська область             | Василь Матвійчук Хмельницька область     |
| 2008      | Сергій Лебідь Донецька область           | Віталій Шафар Волинська область             | Дмитро Сафронов Росія                    |
| 2009      | Василь Матвійчук Хмельницька область     | Віталій Шафар Волинська область             | Олександр Сітковський Донецька область   |
| 2010      | Віталій Шафар Волинська область          | Ігор Гелетій Івано-Франківська область      | Ігор Олефіренко Волинська область        |
| 2011      | Василь Матвійчук Хмельницька область     | Роман Романенко Закарпатська область        | Михайло Іверук Рівненська область        |
| 2012      | Микола Лабовський Чернівецька область    | Роман Романенко Дніпропетровська область    | Богдан Семенович Київська область        |
| 2013      | Сергій Лебідь Донецька область           | Олександр Сітковський Донецька область      | Ігор Гелетій Івано-Франківська область   |
| 2014      | Дмитро Лашин Київська область            | Роман Романенко Дніпропетровська область    | Іван Стребков Тернопільська область      |
| 2015      | Дмитро Лашин Київська область            | Богдан Семенович Київська область           | Микола Нижник Київ                       |
| 2016      | Дмитро Лашин Київська область            | Дмитро Сірук Рівненська область             | Артем Казбан Дніпропетровська область    |
| 2017      | Дмитро Лашин Київська область            | Роман Романенко Дніпропетровська область    | Єгор Жуков Донецька область              |
| 2018      | Микола Нижник Київ                       | Дмитро Сірук Рівненська область             | Богдан-Іван Городиський Київська область |
| 2019      | Богдан-Іван Городиський Київ             | Микола Нижник Київ                          | Роман Романенко Дніпропетровська область |
| 2020      | Богдан-Іван Городиський Київ             | Василь Коваль Житомирська область           | Артем Казбан Дніпропетровська область    |
| 2021      | Іван Стребков Тернопільська область      | Роман Романенко Київська область            | Ігор Порозов Київська область            |
| 2022      | Ігор Порозов Київська область            | Микола Нижник Київ                          | Вадим Лонський Донецька область          |
| 2023      | Дмитро Сірук Рівненська область          | Ігор Порозов Київська область               | Роман Романенко Київська область         |
| 2024      | Микола Нижник Київ                       | Дмитро Сірук Рівненська область             | Ігор Порозов Київська область            |
| 2025      | Вадим Лонський Донецька область          | Андрій Атаманюк Хмельницька область         | Богдан-Іван Городиський Київ             |

## Бар'єрний біг

### 110 метрів з бар'єрами
| Чемпіонат | Золото                                    | Срібло                                     | Бронза                                    |
| --------- | ----------------------------------------- | ------------------------------------------ | ----------------------------------------- |
| 1992      | Володимир Білоконь Кіровоградська область | Геннадій Дакшевич Харківська область       | Андрій Каратєєв Київ                      |
| 1993      | Володимир Білоконь Кіровоградська область | Геннадій Дакшевич Харківська область       |                                           |
| 1994      | Володимир Білоконь Кіровоградська область | Владислав Губа Дніпропетровська область    |                                           |
| 1995      | Володимир Білоконь Кіровоградська область | Дмитро Колесниченко Рівненська область     | Андрій Каратєєв Київ                      |
| 1996      | Володимир Білоконь Кіровоградська область | Дмитро Колесниченко Київ                   | Андрій Каратєєв Київ                      |
| 1997      | Дмитро Колесниченко Рівненська область    | Володимир Білоконь Луганська область       | Владислав Губа Дніпропетровська область   |
| 1998      | Дмитро Колесніченко Рівненська область    | Володимир Білоконь Кіровоградська область  | Владислав Губа Дніпропетровська область   |
| 1999      | Дмитро Колесниченко Рівненська область    | Сергій Шелесько Житомирська область        | Володимир Білоконь Кіровоградська область |
| 2000      | Денис Кожемякін Харківська область        | Володимир Білоконь Черкаська область       | Володимир Овчаров Київ                    |
| 2001      | Сергій Смоленський Київська область       | Дмитро Колесниченко Рівненська область     | Денис Кожемякін Харківська область        |
| 2002      | Володимир Овчаров Київ                    | Сергій Демидюк Київ                        | Сергій Смоленський Київ                   |
| 2003      | Сергій Демидюк Київ                       | Сергій Черненков Рівненська область        | Сергій Басенко Вінницька область          |
| 2004      | Сергій Демидюк Київ                       | Володимир Овчаров Київ                     | В'ячеслав Варда Київ                      |
| 2005      | Сергій Демидюк Київ                       | Андрій Батраченко Дніпропетровська область | Сергій Черненков Рівненська область       |
| 2006      | Сергій Демидюк Київ                       | Андрій Батраченко Дніпропетровська область | Сергій Черненков Рівненська область       |
| 2007      | Сергій Демидюк Київ                       | Олександр Вахняков Київ                    | Олександр Шагов Донецька область          |
| 2008      | Сергій Демидюк Київ                       | Олександр Вахняков Київ                    | Олександр Шагов Донецька область          |
| 2009      | Давід Іларіані Грузія                     | Сергій Демидюк Київ                        | Олександр Шагов Донецька область          |
| 2010      | Давід Іларіані Грузія                     | Сергій Копанайко Луганська область         | Олександр Шагов Київ                      |
| 2011      | Сергій Копанайко Київ                     | Олександр Шагов Київ                       | Артем Шаматрин Дніпропетровська область   |
| 2012      | Сергій Копанайко Київ                     | Олексій Касьянов Запорізька область        | Артем Шаматрин Дніпропетровська область   |
| 2013      | Сергій Копанайко Київ                     | Артем Шаматрин Київ                        | Юрій Кумка Вінницька область              |
| 2014      | Артем Шаматрин Київ                       | Микита Захарченко Київ                     | Артем Ахкозов Дніпропетровська область    |
| 2015      | Артем Шаматрин Київ                       | Сергій Копанайко Київ                      | Максат Кандимов АР Крим                   |
| 2016      | Сергій Копанайко Київ                     | Олексій Касьянов Запорізька область        | Артем Шаматрин Київ                       |
| 2017      | Артем Шаматрин Київ                       | Богдан Чорномаз Київ                       | Олексій Ніколенко Одеська область         |
| 2018      | Артем Шаматрин Київ                       | Богдан Чорномаз Київ                       | Олексій Касьянов Запорізька область       |
| 2019      | Артем Шаматрин Київ                       | Кирило Хоменко Київ                        | Олексій Касьянов Запорізька область       |
| 2020      | Віктор Солянов Київ                       | Андрій Василевський Миколаївська область   | Кирило Хоменко Київ                       |
| 2021      | Богдан Чорномаз Київ                      | Артем Шаматрин Київ                        | Віктор Солянов Київ                       |
| 2022      | Віктор Солянов Київ                       | Олег Кукота Київ                           | Максим Андрухів Львівська область         |
| 2023      | Олег Кукота Київ                          | Андрій Василевський Миколаївська область   | Володимир Кілко Одеська область           |
| 2024      | Олег Кукота Київ                          | Дмитро Багінський Житомирська область      | Віктор Солянов Київ                       |
| 2025      |                                           |                                            |                                           |

### 400 метрів з бар'єрами
| Чемпіонат | Золото                                     | Срібло                                     | Бронза                                 |
| --------- | ------------------------------------------ | ------------------------------------------ | -------------------------------------- |
| 1992      | Вадим Задойнов Молдова                     | Ф. Хаят Київ                               | В'ячеслав Оринчук Київ                 |
| 1993      | В'ячеслав Оринчук Київ                     | Ігор Мацкевич Львівська область            | Вадим Чумаченко Миколаївська область   |
| 1994      | Геннадій Горбенко Дніпропетровська область |                                            |                                        |
| 1995      | Геннадій Горбенко Дніпропетровська область | В'ячеслав Оринчук Вінницька область        | Віктор Лесик Дніпропетровська область  |
| 1996      | Андрій Клейменов Миколаївська область      | Геннадій Горбенко Дніпропетровська область | В'ячеслав Оринчук Вінницька область    |
| 1997      | Вадим Задойнов Молдова                     | Андрій Клейменов Миколаївська область      | Микола Булатецький Луганська область   |
| 1998      | Роман Воронько Дніпропетровська область    | В'ячеслав Оринчук Вінницька область        | Микола Булатецький Луганська область   |
| 1999      | Геннадій Горбенко Дніпропетровська область | Роман Воронько Дніпропетровська область    | Сергій Білорус Харківська область      |
| 2000      | Геннадій Горбенко Дніпропетровська область | Роман Воронько Дніпропетровська область    | Андрій Вінницький Київ                 |
| 2001      | Геннадій Горбенко Дніпропетровська область | Сергій Міщенко Миколаївська область        | Геннадій Головкін Одеська область      |
| 2002      | Геннадій Горбенко Дніпропетровська область | Роман Воронько Дніпропетровська область    | Вадим Гудзенко Харківська область      |
| 2003      | Геннадій Горбенко Київ                     | Андрій Фатєєв Дніпропетровська область     | Олександр Гладков Харківська область   |
| 2004      | Геннадій Горбенко Дніпропетровська область | Роман Воронько Дніпропетровська область    | Андрій Фатєєв Дніпропетровська область |
| 2005      | Геннадій Горбенко Дніпропетровська область | Роман Воронько Дніпропетровська область    | Олександр Гладков Харківська область   |
| 2006      | Сергій Бородін Київ                        | Сергій Логвиненко Житомирська область      | Денис Грищук Одеська область           |
| 2007      | Станіслав Мельников Одеська область        | Сергій Бородін Київ                        | Денис Грищук Одеська область           |
| 2008      | Станіслав Мельников Одеська область        | Сергій Бородін Київ                        | Денис Грищук Одеська область           |
| 2009      | Станіслав Мельников Одеська область        | Сергій Бородін Київ                        | Ігор Широкий Дніпропетровська область  |
| 2010      | Станіслав Мельников Одеська область        | Сергій Бородін Київ                        | Артем Ахкозов Дніпропетровська область |
| 2011      | Станіслав Мельников Одеська область        | Денис Тесленко Дніпропетровська область    | Сергій Бородін Київ                    |
| 2012      | Станіслав Мельников Одеська область        | Денис Тесленко Дніпропетровська область    | Денис Нечипоренко Черкаська область    |
| 2013      | Денис Нечипоренко Черкаська область        | Денис Тесленко Кіровоградська область      | Сергій Бородін Київ                    |
| 2014      | Денис Нечипоренко Черкаська область        | Станіслав Мельников Одеська область        | Анатолій Синянський Одеська область    |
| 2015      | Станіслав Мельников Одеська область        | Денис Нечипоренко Черкаська область        | Анатолій Синянський Одеська область    |
| 2016      | Анатолій Синянський Одеська область        | Денис Нечипоренко Черкаська область        | Станіслав Мельников Одеська область    |
| 2017      | Данило Даниленко Волинська область         | Анатолій Синянський Волинська область      | Денис Нечипоренко Черкаська область    |
| 2018      | Денис Нечипоренко Черкаська область        | Данило Даниленко Волинська область         | Анатолій Синянський Волинська область  |
| 2019      | Денис Нечипоренко Черкаська область        | Дмитро Романюк Рівненська область          | Юрій Баранцов Луганська область        |
| 2020      | Дмитро Романюк Рівненська область          | Денис Нечипоренко Черкаська область        | Юрій Баранцов Луганська область        |
| 2021      | Дмитро Романюк Рівненська область          | Денис Нечипоренко Черкаська область        | Ростислав Голубович Черкаська область  |
| 2022      | Дмитро Романюк Рівненська область          | Денис Нечипоренко Черкаська область        | Євген Швець Сумська область            |
| 2023      | Дмитро Романюк Рівненська область          | Денис Нечипоренко Черкаська область        | Євген Швець Сумська область            |
| 2024      | Дмитро Романюк Рівненська область          | Денис Нечипоренко Черкаська область        | Євген Швець Сумська область            |
| 2025      | Ростислав Голубович Черкаська область      | Дмитро Романюк Рівненська область          | Денис Нечипоренко Черкаська область    |

## Естафетний біг

### 4×100 метрів
| Чемпіонат | Золото                                                                                          | Срібло                                                                                          | Бронза                                                                                     |
| --------- | ----------------------------------------------------------------------------------------------- | ----------------------------------------------------------------------------------------------- | ------------------------------------------------------------------------------------------ |
| 1992      | чемпіони не визначались                                                                         |                                                                                                 |                                                                                            |
| 1993      | Запорізька областьОлексій Чихачов Ігор Стрельцов Олег Крамаренко Василь Мазін                   |                                                                                                 |                                                                                            |
| 1994      |                                                                                                 |                                                                                                 |                                                                                            |
| 1995      | Запорізька областьІгор Страх Дмитро Ваняікін Олексій Чихачов Ігор Стрельцов                     | Харківська областьАнатолій Довгаль Віталій Кириленко Денис Підгородецький Владислав Дологодін   |                                                                                            |
| 1996      | УкраїнаВіталій Сенів Андрій Гавриленко Ігор Страх Ігор Стрельцов                                | Миколаївська областьВалерій Кисіль Микола Тимченко Андрій Клейменов В'ячеслав Кабанов           | Харківська областьОлександр Кайдаш Андрій Твердоступ Денис Підгородецький Анатолій Довгаль |
| 1997      | Запорізька область-2Олексій Чихачов Дмитро Ваняікін Ігор Страх Ігор Стрельцов                   | Харківська областьВадим Панасейко Олександр Кайдаш Анатолій Довгаль Віталій Кириленко           | Запорізька область-1Вадим Лобанов Юрій Вострухін Олександр Крамаренко Олександр Стрельцов  |
| 1998      | КиївСергій Осипенко Володимир Рибалка Сергій Гапон Сергій Полінков                              | Запорізька областьОлександр Стрельцов Ігор Стрельцов Ігор Страх Вадим Лобанов                   | Миколаївська областьРуслан Жмуцький Микола Тимченко Валерій Кисіль Андрій Клейменов        |
| 1999      | Запорізька областьВіталій Борисенко Вадим Лобанов Віталій Мединський Костянтин Рурак            | Івано-Франківська областьСергій Бублик Сергій Осович Віталій Сенів Віталій Заводовський         | Харківська областьРоман Галкін Анатолій Довгаль Євген Зюков Олександр Кайдаш               |
| 2000      | Харківська областьВладислав Дологодін Денис Кожемякін Микола Скороход Михайло Яроха             | Львівська областьВолодимир Бєляєв Михайло Горін Сергій Мандрик Ярослав Свищ                     | Сумська областьВ'ячеслав Барабаш Валерій Васильєв Дмитро Ксенженко Роман Молодика          |
| 2001      | КиївКостянтин Захарченко Володимир Рибалка В'ячеслав Троценко Сергій Полінков                   | Донецька областьКостянтин Васюков Юрій Антоненко Дмитро Глущенко Володимир Зюськов              | Харківська областьДмитро Ксенженко Денис Кожемякін Сергій Усов Сергій Павлюченко           |
| 2002      | УкраїнаКостянтин Васюков Костянтин Рурак Анатолій Довгаль Олександр Кайдаш                      | Київ/ Київська областьСергій Демидюк Костянтин Захарченко В'ячеслав Троценко Олексій Дем'янишин | Збірна областей Сергій Андросович Олександр Пацеля Станіслав Пупов Роман Шпилька           |
| 2003      | Запорізька областьЄвген Петров Віталій Борисенко Віталій Мединський Вадим Лобанов               | АР КримОлександр Рябцев Олександр Турський Олексій Савін Олег Решетняк                          | Дніпропетровська область U23Андрій Береза Сергій Вдовиченко Олександр Пацеля Роман Шпилька |
| 2004—2005 | чемпіони не визначались                                                                         |                                                                                                 |                                                                                            |
| 2006      | Миколаївська областьРоман Позднєв Костянтин Вікторов Олексій Чайка Вадим Косенчук               | Донецька областьВолодимир Жердєв Станіслав Пупов Олександр Шагов Олександр Бабич                | Тернопільська областьВолодимир Позунь Максим Туряк Володимир Краківський Віталій Чикало    |
| 2007      | Полтавська областьРоман Персань Кирило Безденежних Руслан Пашко Артем Перегудов                 | Волинська областьРоман Козуб Роман Хомич Дмитро Піддубний Дмитро Власюк                         | Харківська областьОлександр Скиба Максим Петренко Тагір Тухтаров Анатолій Довгаль          |
| 2008      | Донецька областьКостянтин Васюков Станіслав Пупов Олександр Шагов Олександр Кащеєв              | Дніпропетровська областьСергій Вдовиченко Сергій Сагуткін Олег Мірошниченко Іван Лозовий        | Полтавська областьОлексій Копищик Андрій Черніков Роман Персань Руслан Пашко               |
| 2009      | чемпіони не визначались                                                                         |                                                                                                 |                                                                                            |
| 2010      | Запорізька областьКостянтин Васюков Сергій Смелик Віталій Корж Сергій Сагуткін                  | Донецька областьОлександр Кащеєв Данило Акімочкін Андрій Романов Олексій Кривошанов             | Харківська областьАнатолій Довгаль Андрій Пшинік Дмитро Підопригора Руслан Перестюк        |
| 2011      | Запорізька областьСергій Сагуткін Олексій Рємєнь Максим Муль Олег Герман                        | Донецька областьКостянтин Васюков Максим Дмитрук Данило Акімочкін Олександр Кащеєв              | Тернопільська областьОлег Данилюк Андрій Панькевич Віталій Чикало Назар Рибій              |
| 2012      | Сумська областьЄвген Гуцол Віталій Бутрим Віталій Корж Юрій Штанов                              | Тернопільська областьНазар Рибій Віталій Чикало Андрій Панькевич Олег Данилюк                   | Донецька областьДенис Денисов Данило Акімочкін Максим Дмитрук Олександр Кащеєв             |
| 2013      | Харківська областьДаніїл Ємельяненко Руслан Перестюк Олександр Устименко Ігор Бодров            | Запорізька областьСергій Костенко Євген Горбачов Роман Кравцов Віталій Головань                 | Донецька областьДанило Акімочкін Денис Денисов Роман Макаренко Ігор Гречка                 |
| 2014      | Сумська областьВолодимир Супрун Євген Гуцол Віталій Корж Віталій Бутрим                         | Запорізька областьСергій Костенко Роман Онищенко Роман Кравцов Євген Горбачов                   | КиївАртем Шаматрин Сергій Подолянко Кирило Хоменко Микита Захарченко                       |
| 2015      | Харківська областьВолодимир Кожухівський Ярослав Ісаченков Олексій Марченко Олександр Устименко | Кіровоградська областьВадим Скворцов Денис Тесленко Віталій Пархоменко Олександр Абраменко      | Запорізька областьДмитро Ураков Сергій Костенко Олексій Рємєнь Данило Курта                |
| 2016      | Кіровоградська областьДенис Тесленко Віталій Пархоменко Вадим Скворцов }Григорій Федоровський   | Запорізька областьВолодимир Павленко Данило Курта Олексій Рємєнь Артур Суюнов                   | Житомирська областьВіктор Перевозник Ілля Черняєв Юрій Чорний В'ячеслав Шульга             |
| 2017      | Сумська областьОлексій Поздняков Віталій Бутрим Володимир Супрун Юрій Сторож                    | Волинська областьЕрік Костриця Сергій Токарчук Павло Чикида Владислав Оксеньчук                 | Харківська областьРоман Супрун Олександр Устименко Анатолій Чорний Валентин Діравка        |
| 2018      | Кіровоградська областьЄвген Царенко Віталій Пархоменко Григорій Федоровський Вадим Скворцов     | Донецька областьДаніїл Горбенко Олександр Пирогов Євген Винничук Олексій Кривошанов             | Сумська областьАндрій Волинець Максим Ревера Денис Жидок Володимир Супрун                  |
| 2019      | Чернівецька областьМаксим Кузін Еміль Ібрагімов Олександр Помогаєв Олександр Данілов            | Сумська областьАндрій Волинець Юрій Сторож Володимир Супрун Михайло Тютюнников                  | Миколаївська областьСвятослав Чорний Валерій Юрик Анатолій Щербунь Андрій Василевський     |
| 2020      | Сумська областьАртем Данильченко Ярослав Демченко Олексій Сергієнко Володимир Супрун            | Чернівецька областьДавид Яновський Еміль Ібрагімов Олександр Помогаєв Максим Маковійчук         | КиївВасиль Макух Ренат Поліщук Артем Шаматрин Кирило Хоменко                               |
| 2021      | Чернівецька областьДавид Яновський Максим Кузін Олександр Помогаєв Максим Маковійчук            | КиївВасиль Макух Данило Шаматрин Владислав Чепурний Артем Шаматрин                              | Харківська областьОлексій Овчаренко Руслан Малогловець Віктор Голубєв Ярослав Ісаченков    |
| 2022      | Донецька областьОлексій Поздняков Олександр Сосновенко Кирило Приходько Сергій Смелик           | Запорізька областьРоман Кравцов Андрій Васильєв Микита Барабанов Андрій Барабанов               | Сумська областьВладислав Наталуха Денис Босенко Нікіта Маслюк Кірілл Кошаренко             |
| 2023      | Запорізька областьРоман Кравцов Андрій Васильєв Микита Барабанов Андрій Барабанов               | Житомирська областьКирило Лампіцький Дмитро Багінський Руслан Іманов Нікіта Сметанниіков        | Миколаївська областьЮрій Грипич Андрій Василевський Ілля Ізбаш Нікіта Колосович            |
| 2024      | Збірна областей Владислав Ємець Дмитро Янчик Олександр Сосновенко Ілля Попов                    | Запорізька областьРоман Кравцов Андрій Барабанов Микита Барабанов Артем Куделя                  | Миколаївська областьНікіта Колосович Ілля Ізбаш Юрій Грипіч Андрій Василевський            |
| 2025      | Запорізька областьВладислав Ємець Роман Кравцов Микита Барабанов Андрій Барабанов               | КиївОлег Кукота Давид Кулаковський Дмитро Янчик Данило Дубина                                   | Чернівецька областьВалентин Остапенко Еміль Ібрагімов Михайло Джелеп Олександр Мельничук   |

### 4×400 метрів
| Чемпіонат | Золото                                                                                            | Срібло                                                                                    | Бронза                                                                                   |
| --------- | ------------------------------------------------------------------------------------------------- | ----------------------------------------------------------------------------------------- | ---------------------------------------------------------------------------------------- |
| 1992      | чемпіони не визначались                                                                           |                                                                                           |                                                                                          |
| 1993      | Львівська областьЛеонід Яжинський Володимир Дорош Василь Лозинський Ігор Мацкевич                 | Київська областьСергій Киченко В'ячеслав Оринчук Олександр Коснюк Валерій Козлов          | Дніпропетровська областьКостянтин Гунько Володимир Добриднев Віктор Лесик Олег Курись    |
| 1994      | Дніпропетровська область U23Роман Пелих Олексій Якімащенко Володимир Михайленко Геннадій Горбенко | Київська область U23Сергій Волошин Сергій Босак Сергій Косенко Олександр Пятаков          |                                                                                          |
| 1995      | КиївВалерій Козлов Ігор Бондарчук Роман Галкін Олександр Голик                                    | Дніпропетровська областьКостянтин Гунько Володимир Добриднев Віктор Лесик Вадим Огій      | Львівська областьМихайло Горін Василь Лозинський Ігор Мацкевич Володимир Дорош           |
| 1996      | Львівська областьМихайло Горін Василь Лозинський Ігор Мацкевич Володимир Дорош                    | Харківська областьДенис Підгородецький Віктор Іванішин Олександр Кайдаш Андрій Твердоступ | Київська областьСергій Маршанов Руслан Грушецький Сергій Волошин Валерій Козлов          |
| 1997      | Львівська областьЛеонід Яжинський Василь Лозинський Ігор Мацкевич Володимир Дорош                 | Миколаївська областьДенис Ляшков Микола Тимченко Іван Гриник Андрій Клейменов             | АР КримДмитро Баранов Валерій Яновський Євген Урюпін Євген Зюков                         |
| 1998      | Харківська областьОлександр Кайдаш Андрій Твердоступ Євген Зюков Роман Галкін                     | Донецька областьГригорій Савонов Богдан Баранецький Ігор Ліщинський Василь Кульбацький    |                                                                                          |
| 1999      | Дніпропетровська областьРоман Воронько Євген Кауров Володимир Демченко Іван Левченко              | Харківська областьЄвген Зюков Андрій Твердоступ Сергій Білорус Олександр Кайдаш           | КиївАндрій Вінницький Валерій Козлов Ростислав Местєчкін Володимир Рибалка               |
| 2000      | УкраїнаРоман Воронько Геннадій Горбенко Євген Зюков Олександр Кайдаш                              | КиївАндрій Вінницький Ростислав Местечкин Володимир Рибалка Юрій Тищенко                  | Львівська областьВолодимир Бєляєв Михайло Горін Ярослав Свищ Віктор Трач                 |
| 2001      | УкраїнаСергій Тищенко Юрій Пупирін Володимир Демченко Петро Кравець                               | Житомирська областьДенис Анохін Віталій Рудзинський Сергій Логвиненко Віталій Подакін     | Чернігівська областьОлександр Авраменко Віталій Рудзинський Андрій Шокур Андрій Бентега  |
| 2002      | Харківська областьВадим Гудзенко Андрій Твердоступ Дмитро Глущенко Олександр Гладков              | Дніпропетровська областьВолодимир Демченко Роман Воронько Іван Левченко Сергій Міщенко    | КиївОлексій Дем'янишин Максим Рудик Володимир Рибалка Сергій Демидюк                     |
| 2003      | Дніпропетровська областьВолодимир Демченко Роман Воронько Андрій Фатєєв Геннадій Горбенко         | Харківська областьЄвген Бібік Андрій Твердоступ Олександр Гладков Євген Зюков             | Запорізька областьСергій Малашко Олександр Шумаков Євген Кущ Михайло Дмитрієв            |
| 2004—2005 | чемпіони не визначались                                                                           |                                                                                           |                                                                                          |
| 2006      | КиївРуслан Барков Сергій Бородін Віталій Дубоносов Володимир Бураков                              | Донецька областьАнтон Буяр Сергій Іщенко Євген Жиров Віталій Зімзе                        | Черкаська областьВіталій Волошин Сергій Бондаренко В'ячеслав Трифонов Ілля Волошин       |
| 2007      | КиївВіталій Дубоносов Володимир Бураков Олег Лобанов Сергій Бородін                               | Харківська областьОлександр Мордовцев Євген Зюков Дмитро Гарбуз Андрій Твердоступ         | Донецька областьОлексій Рємєнь Сергій Іщенко Антон Буяр Віталій Зімзе                    |
| 2008      | Вінницька областьМихайло Книш Роман Головащенко Володимир Бригинда Віктор Гончарук                | КиївВіктор Ларіонов Віталій Дубоносов Сергій Бородін Володимир Бураков                    | Харківська областьРоман Сологуб Андрій Твердоступ Євген Зюков Дмитро Гарбуз              |
| 2009      | чемпіони не визначались                                                                           |                                                                                           |                                                                                          |
| 2010      | Вінницька областьМихайло Книш Сергій Долгий Антон Девятко Роман Головащенко                       | Дніпропетровська областьРоман Старух Денис Тесленко Єгор Кікас Анатолій Синянський        | Київська областьБогдан Столярчук Микола Куліш Ігор Лукащук Володимир Бураков             |
| 2011      | Вінницька областьСергій Долгий Віктор Гончарук Михайло Книш Роман Головащенко                     | Дніпропетровська областьМикола Жевнер Олександр Савченко Артем Ахкозов Денис Тесленко     | Чернігівська областьВіталій Дубоносов Іван Луценко Владислав Сідина Олексій Поздняков    |
| 2012      | Дніпропетровська областьОлександр Савченко Денис Тесленко Микола Жевнер Анатолій Синянський       | Сумська областьОлег Голубченко Вадим Савін Віталій Бутрим Євген Гуцол                     | Вінницька областьІван Вітов Михайло Книш Сергій Долгий Роман Головащенко                 |
| 2013      | Житомирська областьРоман Ярко Віктор Забела Максим Костічев Дмитро Гедзюк                         | Черкаська областьВадим Харківський Данило Даниленко Ігор Нечепурний Денис Нечипоренко     | Вінницька областьІван Вітов Роман Головащенко Михайло Книш Микола Огоровий               |
| 2014      | Житомирська областьРоман Ярко Назарій Дзюбенко Максим Костічев В'ячеслав Олішевський              | Запорізька областьМихайло Яворський Олексій Рємєнь Володимир Бураков Олег Герман          | Львівська областьОлексій Мацкевич Юрій Бас Юрій Трохімчук Андрій Тиндик                  |
| 2015      | Житомирська областьМаксим Костічев Андрій Острогляд Назарій Дзюбенко Роман Ярко                   | Дніпропетровська областьІгор Луковський Микола Дем'яненко Антон Пузанов Денис Тесленко    | Львівська областьЮрій Трохимчук Олексій Мацкевич Артур Назарук Андрій Тиндик             |
| 2016      | Дніпропетровська областьВіталій Мордовець Дмитро Іванов Ілля Денисов Микола Дем'яненко            | Черкаська областьОлександр Сідун Вадим Харківський Богдан Щибря Денис Нечипоренко         | Житомирська областьЮрій Чорний Ілля Черняєв В'ячеслав Шульга Максим Костічев             |
| 2017      | Сумська областьМихайло Тютюнников Олексій Сергієнко Віталій Бутрим Олексій Поздняков              | Волинська областьАнатолій Синянський Євген Гуцол Олексій Мацкевич Данило Даниленко        | Дніпропетровська областьМикита Чесак Юрій Баранцов Дмитро Іванов Микола Дем'яненко       |
| 2018      | Харківська областьДмитро Бікулов Віктор Голубєв Валентин Діравка Кирило Белашев                   | Житомирська областьІлля Черняєв Максим Костічев Василь Козій Назарій Дзюбенко             | Донецька областьЄвген Винничук Микола Овсянников Віктор Некрасов Олексій Кривошанов      |
| 2019      | Сумська областьОлександр Погорілко Федір Савостян Костянтин Ожійов Михайло Тютюнников             | Житомирська областьДмитро Панцюк Максим Костічев Ілля Черняєв Василь Козій                | Кіровоградська областьДмитро Болюк Віктор Сенчишин Владислав Вітер Олександр Роздобудько |
| 2020      | Сумська областьЄвген Швець Ярослав Демченко Костянтин Ожійов Олександр Погорілко                  | Харківська областьВіктор Голубєв Валентин Діравка Михайло Сімбірьов Дмитро Бікулов        | Рівненська областьВладислав Новак Ярослав Голуб Максим Легкий Роман Долгушин             |
| 2021      | Сумська областьЄвген Швець Андрій Нечипоренко Ярослав Демченко Олександр Погорілко                | Рівненська областьВладислав Новак Ярослав Голуб Олексій Годунко Роман Долгушин            | Львівська областьДенис Баранов Юрій Васічкін Олександр Охрімчук Микита Родченков         |
| 2022      | Сумська областьМаксим Романов Ярослав Демченко Андрій Нечипоренко Олександр Погорілко             | Черкаська областьКостянтин Кишкань Денис Нечипоренко Микола Стаднік Ростислав Голубович   | Чернівецька областьОлександр Данілов Назар Барбюк Владислав Мамалицький Олег Миронець    |
| 2023      | Вінницька областьМаксим Грищенко Вадим Гиренко Сергій Носулько Артем Кахно                        | Сумська областьОлександр Молодика Максим Романов Артем Мірошниченко Ярослав Демченко      | Львівська областьІгор Музика Юрій Васічкін Руслан Реган Олександр Охрімчук               |
| 2024      | Сумська областьОлександр Погорілко Андрій Нечипоренко Євген Швець Роман Молодика                  | Вінницька областьВадим Гиренко Сергій Носулько Денис Ткач Артем Кахно                     | КиївВлас Тележинський Антон Шмаровоз Дмитро Гончар Нікіта Родченков                      |
| 2025      |                                                                                                   |                                                                                           |                                                                                          |

### 4×400 метрів(змішаний)
| Чемпіонат | Золото                                                                               | Срібло                                                                              | Бронза                                                                               |
| --------- | ------------------------------------------------------------------------------------ | ----------------------------------------------------------------------------------- | ------------------------------------------------------------------------------------ |
| 2018      | Донецька областьКатерина Коваль Наталія Пироженко Олексій Кривошанов Євген Винничук  | Вінницька областьМарія Черкас Інна Ковтун Євген Павлович Олександр Недоснований     | Черкаська областьМаксим Бондаренко Безшийко Тетяна Олена Вакуленко Денис Нечипоренко |
| 2019      | Сумська областьАнастасія Шишняк Євгенія Мучарова Костянтин Ожійов Михайло Тютюнников | Вінницька областьІнна Ковтун Юлія Чехівська Андрій Ковальчук Олександр Недоснований | Житомирська областьМарія Чорна Василь Козій Юлія Сухотська Максим Костічев           |

### 4×800 метрів
| Чемпіонат  | Золото                                                                                | Срібло                                                                                   | Бронза                                                                                 |
| ---------- | ------------------------------------------------------------------------------------- | ---------------------------------------------------------------------------------------- | -------------------------------------------------------------------------------------- |
| 1992—2015  | чемпіони не визначались                                                               |                                                                                          |                                                                                        |
| 2016       | Черкаська областьОлександр Сідун Вадим Харківський Денис Нечипоренко Вадим Гончаренко | не вручалась                                                                             | не вручалась                                                                           |
| 2017       | чемпіони не визначались                                                               |                                                                                          |                                                                                        |
| 2018       | Чернівецька областьСергій Дуган Ігор Мартинюк Орест Малованюк Олег Миронець           | Волинська областьСергій Березюк Владислав Шитлюк Назарій Жилінський Микола Пацула        | Житомирська областьВіталій Маринич Віктор Косянчук Василь Коваль В'ячеслав Олішевський |
| 2019       | Київська областьОлександр Гонський Дмитро Ковальчук Юрій Кіщенко Олег Каяфа           | Кіровоградська областьВіктор Сенчишин Дмитро Болюк Владислав Вітер Олександр Роздобудько | Сумська областьКостянтин Ожійов Федір Савостян Віталій Івах Валерій Буян               |
| після 2019 | чемпіони не визначались                                                               |                                                                                          |                                                                                        |